# Luke Harding
Luke Daniel Harding (Nottingham, 21 de abril de 1968) es un periodista británico que es corresponsal en el extranjero de The Guardian. Estuvo basado en Rusia para The Guardian desde 2007 hasta que, al regresar de una estadía en el Reino Unido el 5 de febrero de 2011, se le negó el reingreso a Rusia y fue deportado el mismo día. The Guardian dijo que su expulsión estaba relacionada con sus artículos críticos sobre Rusia, una afirmación negada por el gobierno ruso. Tras la revocación de la decisión el 9 de febrero y la concesión de un visado de corta duración, Harding optó por no solicitar una nueva prórroga del visado. Su libro Mafia State de 2011 analiza su experiencia en Rusia y el sistema político bajo Vladímir Putin, que describe como un estado mafioso.

## Carrera
Harding se graduó con un diploma de Bachillerato Internacional del Atlantic College y estudió inglés en University College. Mientras estuvo allí, editó el periódico estudiantil Cherwell. Trabajó para The Sunday Correspondent, Evening Argus en Brighton y luego para el Daily Mail antes de unirse a The Guardian en 1996.
Ha vivido e informado desde Delhi, Berlín y Moscú, y ha cubierto guerras en Afganistán, Irak y Libia. En 2014 recibió el premio James Cameron por su trabajo sobre Rusia, Ucrania, WikiLeaks y Edward Snowden.
En 2007, The Guardian se retractó de uno de sus artículos por contener texto "sustancialmente similar a los párrafos" de otro "artículo, publicado en mayo, en The eXile".

### Expulsión de Rusia
El 5 de febrero de 2011, a Harding se le negó el reingreso a Rusia. Según él, esto lo convirtió en el primer periodista extranjero expulsado de Rusia desde el final de la Guerra Fría. The Guardian dijo que su expulsión estaba relacionada con su cobertura poco halagüeña del gobierno de Vladímir Putin, incluida la especulación sobre su riqueza y su conocimiento del asesinato en Londres del exespía ruso Alexander Litvinenko. El director de Index on Censorship, John Kampfner, dijo: "El trato del gobierno ruso a Luke Harding es mezquino y vengativo, y evidencia -si se necesita más- del mal estado de la libertad de expresión en ese país". Elsa Vidal, jefa de la oficina de Europa y Asia Central del organismo de control de la libertad de prensa, fue citada en The Washington Post diciendo: "Este es un paso serio e impactante, sin precedentes desde la Guerra Fría [... ] Es un intento de obligar a los corresponsales que trabajan para medios extranjeros en Moscú a autocensurarse".
Sin embargo, al día siguiente, el ministro de Relaciones Exteriores de Rusia, Serguéi Lavrov, explicó en una conferencia de prensa que no se había producido ninguna cancelación de la visa y que el problema había sido causado por el hecho de que la visa de Harding había expirado, declaración que Harding rebatió debido a que su visa era válida hasta mayo de ese año. Según Lavrov, Harding había solicitado una extensión de visa excepcional hasta mayo, que fue aprobada. Lavrov también agregó que Harding había violado previamente las reglas de su acreditación de prensa al visitar el área de operaciones antiterroristas sin informar a las autoridades de seguridad pertinentes.
La expulsión precedió a una visita a Gran Bretaña de Lavrov, lo que llevó al parlamentario laborista Chris Bryant a sugerir que el gobierno británico podría rescindir la invitación de Lavrov. El 9 de febrero, Rusia revocó la decisión de no readmitirlo aunque solo le concedió un visado de corta duración. Harding decidió no solicitar más visa y regresó al Reino Unido en febrero. Harding ha dicho que durante su estadía en Rusia fue objeto de acoso en gran parte psicológico por parte del Servicio de Seguridad Federal, quien, según él, no estaba contento con las historias que escribió.

### WikiLeaks
En 2011, el libro WikiLeaks: Inside Julian Assange's War on Secrecy, escrito por Harding y David Leigh. El 1 de septiembre de 2011, se reveló que una versión encriptada del enorme archivo de WikiLeaks de cables del Departamento de Estado no redactados había estado disponible a través de BitTorrent durante meses y que Leigh y Harding habían publicado la clave de descifrado en su libro. WikiLeaks: Inside Julian Assange's War on Secrecy se convirtió en una película de Hollywood, The Fifth Estate (2013).

### El caso Edward Snowden
El libro de Harding sobre Edward Snowden, The Snowden Files (2014), fue reseñado por Michiko Kakutani de The New York Times, quien observó que "se lee como una novela de Le Carré cruzada con algo de Kafka.. Una narración trepidante, casi novelesca.... [El libro] ofrece a los lectores.. una descripción sucinta de los acontecimientos trascendentales del año pasado.... Deja a los lectores con una comprensión aguda de los graves problemas involucrados". Además, recibió críticas positivas de varias otras publicaciones importantes, como The Guardian, London Review of Books, y The Washington Post, así como una crítica mixta de David Blair de The Daily Telegraph. Se adaptó a una película, Snowden, dirigida por Oliver Stone y protagonizada por Joseph Gordon-Levitt, estrenada en septiembre de 2016.

### Aleksandr Litvinenko
En 2016, Harding publicó A Very Caro Poison, un relato del envenenamiento de Aleksandr Litvinenko. El libro obtuvo una respuesta positiva de los revisores, incluidos The Spectator Guardian, Times, y London Review of Books; Robert Fox, escribiendo para el Evening Standard, lo describió como "uno de los mejores thrillers políticos [que había] encontrado en años". Lucy Prebble adaptó el libro para el teatro. Se presentó una producción en el teatro The Old Vic, Londres, de agosto a octubre de 2019.

### Sobre Donald Trump y Rusia
En noviembre de 2017, Harding publicó Collusion: Secret Meetings, Dirty Money, and How Russia Helped Donald Trump Win sobre el tema de la interferencia rusa en las elecciones estadounidenses de 2016. El libro examina el expediente del exespía británico Christopher Steele y alega que Trump fue objeto de al menos cinco años de "cultivo" por parte de los servicios de inteligencia soviéticos/rusos antes de su elección, y posiblemente por parte de la KGB tan pronto como en 1987. En mayo de 2021, el ex reportero de The New York Times, Barry Meier, publicó Spooked: The Trump Dossier, Black Cube, and the Rise of Private Spies, que citó el expediente Steele como un estudio de caso sobre cómo los reporteros pueden ser manipulados por fuentes de inteligencia privadas; Meier nombró a Harding ya Rachel Maddow de MSNBC como ejemplos.
El 27 de noviembre de 2018, Harding fue coautor de un artículo de origen anónimo para The Guardian que afirma que Julian Assange y Paul Manafort se reunieron varias veces en la embajada de Ecuador en 2013, 2015 y 2016, posiblemente en relación con la filtración de correo electrónico del Comité Nacional Demócrata de 2016. Manafort y Assange negaron haberse conocido alguna vez, y Manafort dijo que The Guardian "continuó con esta historia incluso después de que mis representantes le notificaron que era falsa". Según Glenn Greenwald citando a Tommy Vietor, "si Paul Manafort visitara a Assange en la embajada, habría una gran cantidad de videos y otras pruebas fotográficas que demostrarían que esto sucedió. The Guardian no proporciona nada de eso". Ninguna otra organización de noticias pudo corroborar la historia, y según Paul Farhi de The Washington Post, " [L] a bomba de The Guardian parece que podría ser un fracaso".
En 2020, Luke Harding publicó el libro Shadow State, que cubre las operaciones encubiertas rusas, desde el envenenamiento de Sergei Skripal por el GRU, hasta las operaciones de influencia digital. Harding describe cómo, en su opinión, Trump ha hecho que Estados Unidos sea “excepcionalmente vulnerable” a las técnicas de desinformación empleadas por el Kremlin. Según David Bond, Shadow State de Harding también "plantea nuevas preguntas sobre la forma en que el gobierno del Reino Unido ha manejado las denuncias de interferencia del Kremlin en los procesos democráticos de Gran Bretaña".
En julio de 2021, Harding y otros dos reporteros anunciaron que The Guardian había recibido un documento supuestamente filtrado del Kremlin. El documento, que se dice que se produjo el 22 de enero de 2016, parece autorizar el plan de Putin para la interferencia rusa en las elecciones estadounidenses de 2016 en nombre del "mentalmente inestable" Donald Trump. El documento aparentemente confirma la existencia de kompromat sobre Trump y coincide con algunos detalles incidentales ya conocidos sobre la interferencia rusa. Según Andrei Soldatov, el material filtrado es "coherente con los procedimientos de los servicios de seguridad y el consejo de seguridad". En respuesta al informe de The Guardian, la portavoz de Trump, Liz Harrington, emitió un comunicado en su nombre, afirmando: "Esto es repugnante. Son noticias falsas... Es ficción, y nadie fue más duro con Rusia que yo..." Philip Bump del Washington Post se mostró escéptico sobre la veracidad del documento porque era "conveniente para generar entusiasmo", contiene predicciones de desestabilización que habrían sido difíciles de hacer por adelantado y porque el documento de 2016 contiene una discusión sobre "cómo Rusia podría insertar ' virus de los medios de comunicación en la vida pública estadounidense" cuando estos esfuerzos habían estado en marcha desde al menos 2014. Los expertos se mostraron igualmente escépticos.

## Obras
- The Liar: Fall of Jonathan Aitken, Penguin Books (1997), coescrito con David Leigh y David Pallister.
- WikiLeaks: Inside Julian Assange's War on Secrecy, Guardian Books (1 de febrero de 2011),ISBN 978-0-85265-239-8, coescrito con David Leigh.
- Mafia State: How One Reporter Became An Enemy Of The Brutal New Russiaa a Random House (Nueva York, 22 de septiembre de 2011),ISBN 978-0-85265-247-3.
- Libia: asesinato en Benghazi y la caída de Gaddafi (20 de octubre de 2012), coescrito con Martin Chulov.
- The Snowden Files: The Inside Story of the World's Most Wanted Man, Vintage Books (Nueva York, 7 de febrero de 2014),ISBN 978-0804173520.
- Un veneno muy caro: la historia definitiva del asesinato de Litvinenko (marzo de 2016) Guardian Faber,ISBN 978-1783350933.
- Collusion: Secret Meetings, Dirty Money, and How Russia Helped Donald Trump Win. Vintage. 2017. ISBN 978-0525562511.
- Shadow State: Murder, Mayhem and Russia's Remaking of the West. Guardian Faber. 2020. ISBN 978-1783352050.